# 丁玉
丁玉（？—1380年），初名國珍，河中（今山西）人。明朝初期军事将领。
其早年跟从韓林兒，担任御史。呂珍攻破安丰后，丁玉归降朱元璋。此后跟随征战彭蠡，担任九江知府。并率众平定彭澤叛乱。朱元璋赞赏其武略，命其兼任指揮，并改名为玉。之后跟从傅友德攻克衡州，并担任指揮同知镇守衡州，后移防永州。
洪武元年，晋升都指揮使，兼任行省參政，镇守廣西。洪武十年，为右御史大夫。后以平羌將軍身份平定四川威茂土酋董貼里叛乱。两年后，平定松州（松潘）。当时朱元璋认为松州多山少田，不宜坚守。丁玉则认为其为西羌要地，不可放弃军事设施。于是朱元璋听从其主张。当时四川人彭普貴造乱，指揮普亮不能平定，之后丁玉讨伐。明太祖写书赞赏丁玉，并授其左御史大夫。后大军返回，升任大都督府左都督。洪武十三年，胡惟庸案发，丁玉因与胡惟庸有姻亲，之后连坐被杀。